# Barbara Szabó
Barbara Szabó (née le 17 février 1990) est une athlète hongroise, spécialiste du saut en hauteur.

## Carrière
Le 28 juillet 2015, elle porte son record personnel à 1,94 m à Budapest, ce qui la qualifie pour les Championnats du monde à Pékin.
En salle, elle a un record de 1,93 m obtenu également à Budapest le 22 février 2015.

## Palmarès
| Date | Compétition                       | Lieu           | Résultat | Marque |
| ---- | --------------------------------- | -------------- | -------- | ------ |
| 2007 | Championnats du monde cadets      | Ostrava        | 15e      | 1,65 m |
| 2009 | Championnats d'Europe juniors     | Novi Sad       | 10e      | 1,80 m |
| 2013 | Championnats d'Europe par équipes | Dublin         | 3e       | 1,85 m |
| 2013 | Universiade                       | Kazan          | 10e      | 1,80 m |
| 2013 | Championnats du monde             | Moscou         | qual.    | 1,83 m |
| 2014 | Championnats d'Europe             | Zürich         | qual.    | 1,85 m |
| 2015 | Championnats d'Europe en salle    | Prague         | 8e       | 1,85 m |
| 2015 | Championnats d'Europe par équipes | Stara Zagora   | 2e       | 1,88 m |
| 2015 | Championnats du monde             | Pékin          | qual.    | 1,80 m |
| 2016 | Championnats d'Europe             | Amsterdam      | 9e       | 1,89 m |
| 2016 | Jeux olympiques                   | Rio de Janeiro | qual.    | 1,80 m |
| 2017 | Championnats d'Europe par équipes | Tel Aviv       | 3e       | 1,79 m |

## Records
| Épreuve         | Épreuve      | Performance | Lieu     | Date            |
| --------------- | ------------ | ----------- | -------- | --------------- |
| Saut en hauteur | En plein air | 1,94 m      | Budapest | 28 juillet 2015 |
| Saut en hauteur | En salle     | 1,93 m      | Budapest | 22 février 2015 |